# 米卡·斯特伦贝里
米卡·斯特伦贝里（瑞典語：Mika Strömberg，1970年2月28日—），芬兰男子冰球运动员，场上位置是后卫。他曾代表芬兰国家队参加1994年冬季奥林匹克运动会冰球比赛，获得一枚铜牌。